# Relações entre Espanha e Guiné Equatorial
As relações entre Espanha e Guiné Equatorial referem-se às relações internacionais entre a Guiné Equatorial e o Reino de Espanha. A Espanha possui uma embaixada em Malabo e um consulado em Bata. A Guiné Equatorial tem uma embaixada em Madri.
Ambas as nações são membros da Organização dos Estados Ibero-Americanos.

## História

### Colonização espanhola

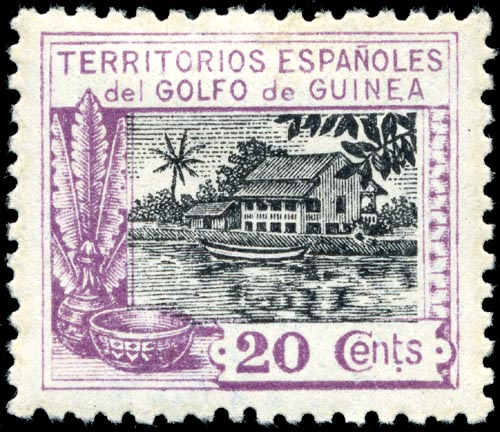
Selo da Guiné Espanhola.

Os primeiros europeus a explorar a ilha de Fernando Po e Annobón foram os portugueses que chegaram em 1472. Em 1778, Portugal cedeu o território para a Espanha após a assinatura do Tratado de El Pardo. Essas cessões foram feitas para que a Espanha tivesse acesso a escravos para a América espanhola e, ao mesmo tempo, reconheceu os direitos do oeste português do meridiano 50 W no atual Brasil.  A Espanha controlou o seu novo território, chamado Guiné Espanhola, a partir do Vice-Reino do Rio da Prata, com sede em Buenos Aires. Em 1781, a Espanha retirou-se do território depois que muitos dos colonos e soldados espanhóis foram dizimados pela febre amarela. 
Em 1827, a Espanha arrendou a ilha de Fernando Po para a Marinha Real Britânica que requereu uma base para vigiar os escravos depois que aboliram o tráfico de escravos em 1807. Por 1844, a Espanha assumiu o controle de seu território e passou a usá-lo como assentamento penal para os cubanos.  Após a Guerra Hispano-Americana, o território da Guiné Espanhola foi o último território significativo da Espanha. Após a Guerra Civil Espanhola, em 1959, a Guiné Espanhola seria reorganizada em duas províncias de ultramar da Espanha, colocada sob governos civis e os residentes da Guiné espanhola receberam a cidadania espanhola completa.  Em 1963, a Guiné Espanhola recebeu autonomia econômica e administrativa.

### Independência
Na década de 1960, há um movimento para a descolonização da África. Em 1967, os residentes da Guiné Espanhola começaram a exigir a independência. No começo de 1968, o governo espanhol suspendeu o controle político autônomo sobre o território e propôs um referendo nacional sobre uma nova constituição.  A constituição foi aprovada em 11 de agosto pelos residentes da Guiné e em 12 de outubro de 1968, a Guiné Espanhola declarou sua independência e alterou seu nome para Guiné Equatorial. A Espanha imediatamente reconheceu a nova nação e estabeleceu relações diplomáticas.  No mesmo ano, Francisco Macías Nguema tornou-se o primeiro presidente da nova nação independente. Em 1969, todas as tropas espanholas e a maioria da comunidade espanhola deixaria o país para a Espanha. 

### Pós-independência
Em outubro de 1978, as relações entre as duas nações tornaram-se tensas quando o presidente Nguema, que assumiu o poder absoluto no país em 1973; passou a enviar famílias e aldeias inteiras para execução ou para campos de imigrantes. Em março de 1977, a Espanha suspendeu as relações diplomáticas com a Guiné Equatorial devido à repressão do presidente Nguema e seus ataques verbais contra o governo espanhol.  Em 1978, a Espanha estava preparada para enviar tropas ao país para intervir e evacuar seus cidadãos caso fossem particularmente alvos do presidente Nguema.  Em agosto de 1979, um golpe de Estado foi liderado pelo tenente Teodoro Obiang Nguema Mbasogo, o sobrinho do presidente Nguema. Naquele mesmo mês, o tenente Obiang anteriormente havia solicitado ao governo espanhol assistência militar que, no entanto, seria recusada.  No mesmo mês, o presidente Nguema foi capturado pelas forças da oposição e executado.  O tenente Obiang tornou-se o segundo presidente da Guiné Equatorial.
Entre 1979 e 1983, a Espanha enviou a Guiné Equatorial 15 milhões de pesetas espanholas para o desenvolvimento da nação.  As relações entre os dois países quase são cortadas devido à renegociação da dívida em 1983 e o fato de que a Guiné Equatorial devia à Espanha mais de 6 milhões de pesetas espanholas.  Acordos seriam feitos antes de serem tomadas medidas mais drásticas. Durante a tentativa de golpe de Estado de 2004, o presidente Obiang acusou a Espanha de ter conhecimento sobre a tentativa de golpe e de enviar dois navios de guerra espanhóis para a região; contudo, o presidente espanhol José María Aznar negou as alegações de que os navios estavam lá para auxiliar o golpe. 

## Relações diplomáticas
A Espanha mantém relações diplomáticas com a Guiné Equatorial desde a sua independência em 1968, embora tenham sido interrompidas no último período do governo de Macías Nguema. Em 1971 foi firmado o Acordo Consular entre a Espanha e a República da Guiné Equatorial. A partir de 1979, a Espanha fez um esforço considerável na cooperação para o desenvolvimento, no que constituíram as primícias da posterior política de cooperação. Em 1980,  foi assinado o Tratado de Amizade e Cooperação, no âmbito do qual seriam celebradas doze comissões conjuntas que cobrem todo o espectro das relações bilaterais entre os dois países, com atenção especial para a cooperação ao desenvolvimento.
Os laços históricos, culturais e humanos entre os dois países marcam suas relações. Entre outros campos de colaboração, a Espanha e a Guiné Equatorial promovem ativamente e conjuntamente o uso da língua espanhola na União Africana.

## Relações comerciais
As relações comerciais entre a Guiné Equatorial e a Espanha sofreram um forte crescimento nos últimos anos. O grande desenvolvimento econômico do país, impulsionado pelo setor de hidrocarbonetos, juntamente com os fortes laços históricos e culturais entre a Guiné Equatorial e a Espanha e a existência de uma estrutura logística consolidada, são fatores determinantes do impulso comercial entre os dois países.
A Guiné Equatorial é, apesar de sua pequena população, o primeiro país da África Central destino das exportações provenientes da Espanha (18,4%), o quarto da África Subsaariana e o oitavo da África, segundo dados de 2012. A nível mundial é o 65.º país cliente da Espanha.
Em 2016, o comércio entre a Guiné Equatorial e a Espanha totalizou € 748 milhões de euros. 90% das exportações da Guiné Equatorial para a Espanha estão no petróleo. As principais exportações da Espanha para a Guiné Equatorial incluem: bebidas, móveis e lâmpadas, equipamentos mecânicos, automóveis e caminhões e material eletrônico.  A Espanha possui 3 milhões de euros de investimento na Guiné Equatorial, principalmente no setor de construção. Ao mesmo tempo, o investimento da Guiné Equatorial na Espanha totaliza € 4 milhões de euros.  A Guiné Equatorial é o nono maior parceiro comercial da Espanha da África (78.º maior globalmente). A Espanha é o terceiro maior parceiro comercial da Guiné Equatorial globalmente (depois da China e dos Estados Unidos). 